# Gerechtsdeurwaarder
In den Niederlanden wird ein Gerichtsvollzieher als gerechtsdeurwaarder bezeichnet und ist ein Beamter des öffentlichen Dienstes und ein selbständiger Unternehmer.
Die Amtspflichten des niederländischen Gerechtsdeurwaarder sind:
- die Zustellung von Ladungen und anderen verfahrenseinleitenden Dokumenten oder Anweisungen in Rechtssachen,
- die Zustellung gerichtlicher Anordnungen, Bekanntmachungen, Beschwerden und anderer Schriftstücke,
- Räumungen, Pfändungen, Zwangsversteigerungen, Ingewahrsamnahme wegen Nichtbefolgung einer gerichtlichen Anordnung und andere zur Durchsetzung von Vollstreckungstiteln oder zur Sicherung von Rechten erforderliche Handlungen,
- die amtliche Beaufsichtigung freiwilliger öffentlicher Versteigerungen beweglichen Vermögens[1].

In den Niederlanden gilt das niederländische Gerichtsvollziehergesetz mit Wirkung vom 15. Juli 2001. Nach dem Gesetz sind alle niederländischen Gerichtsvollzieher dem Königlichen Berufsverband der Niederländischen Gerichtsvollzieher (Koninklijke Beroepsorganisatie van Gerechtsdeurwaarders oder KBvG) obligat angeschlossen. Der Verband ist mit der Aufgabe betraut, gute berufliche Praktiken innerhalb der Berufsgruppe zu fördern.